# شوالیه‌های شانگهای
شوالیه‌های شانگهای (به انگلیسی: Shanghai Knights) فیلمی محصول سال ۲۰۰۳ به کارگردانی دیوید دابکین است. این فیلم دنباله فیلم ظهر شانگهای است. در این فیلم جکی چان، اوون ویلسون، دانی ین، کریس ین، آیدان گیلن، فان وانگ، کیم چان، جما جونز، ری دون، باربارا ندلجوکووا، آنا-لوئیس پلومن و جورجینا چاپمن بازی کردند.